# Autostrada A53
Die Autostrada A53 (italienisch für Autobahn A53) oder RA07, auch Raccordo Autostradale di Pavia (Autobahnzubringer von Pavia) genannt, stellt die Verbindung Pavias mit der A7 Mailand – Genua dar und ist 9 km lang. Sie wird von der italienischen Milano Serravalle - Milano Tangenziali S.p.A. verwaltet und betrieben und ist in ihrem gesamten Verlauf nicht mautpflichtig. Sie besitzt zwei Fahrspuren für jede Richtung, allerdings fehlen Standstreifen. Eröffnet wurde sie am 10. September 1960.
Im Dekret des Präsidenten des Ministerrates vom 21. September 2001 (Amtsblatt Nr. 226 vom 28. September 2001) erhielt die A53 die Nummerierung RA07.
Für eine im Frühjahr 2010 begonnene Modernisierung der Autobahn stand ein Investitionsvolumen von 20,8 Millionen zur Verfügung.